# 香港毛蕊茶
香港毛蕊茶（学名：Camellia assimilis），又名尖葉茶，屬於杜鵑花目下山茶科的山茶屬，其种加词“assimilis”意为“相近的”。香港常見小型喬木植物。
原産地為香港的扯旗山、馬鞍山及大帽山。現在也生長於廣東和廣西。
香港毛蕊茶特徵是，高度2至4米，嫩枝纖細，有短柔毛。葉革質，橢圓形或長圓形，基部楔形或鈍，橄欖綠色，表面發亮，中脈有短柔毛，邊緣有細鋸齒，葉柄不長但有短粗毛。花期為每年1月。花頂生及腋生，苞片半圓形，有毛宿存；花萼杯狀，有毛宿存；花冠白色，花瓣7片，略與雄蕊相連生，革質，中部增厚，背面有毛。

## 外部連結
- 香港毛蕊茶 （页面存档备份，存于）